# Труса (комуна)
Комуна Труса (швед. Trosa kommun) — адміністративно-територіальна одиниця місцевого самоврядування, що розташована в лені Седерманланд у центральній Швеції. Зі сходу омивається водами Балтійського моря. Комуну сформовано 1992 року, коли її виділено з комуни Ничепінг.
Труса 247-а за величиною території комуна Швеції. Адміністративний центр комуни — місто Труса.

## Населення
Населення становить 11 506 чоловік (станом на вересень 2012 року). 
| Кількість населення комуни Труса за 1995-2010 роки | Кількість населення комуни Труса за 1995-2010 роки | Кількість населення комуни Труса за 1995-2010 роки | Кількість населення комуни Труса за 1995-2010 роки | Кількість населення комуни Труса за 1995-2010 роки |
| -------------------------------------------------- | -------------------------------------------------- | -------------------------------------------------- | -------------------------------------------------- | -------------------------------------------------- |
| Рік                                                |                                                    |                                                    | Населення                                          |                                                    |
| 1995                                               | 1995                                               |                                                    | 10 050                                             | 10 050                                             |
| 2000                                               | 2000                                               |                                                    | 10 197                                             | 10 197                                             |
| 2005                                               | 2005                                               |                                                    | 10 831                                             | 10 831                                             |
| 2010                                               | 2010                                               |                                                    | 11 462                                             | 11 462                                             |
| Джерело: SCB                                       |                                                    |                                                    |                                                    |                                                    |

## Населені пункти
Комуні підпорядковано 5 міських поселень (tätort) та низка сільських, більші з яких:
- Труса (Trosa)
- Ваґнгерад (Vagnhärad)
- Вестерюнґ (Västerljung)
- Стенсунд ок Кримла (Stensund och Krymla)
- Сунд (Sund)
- Лаґневікен (Lagnöviken)

## Галерея

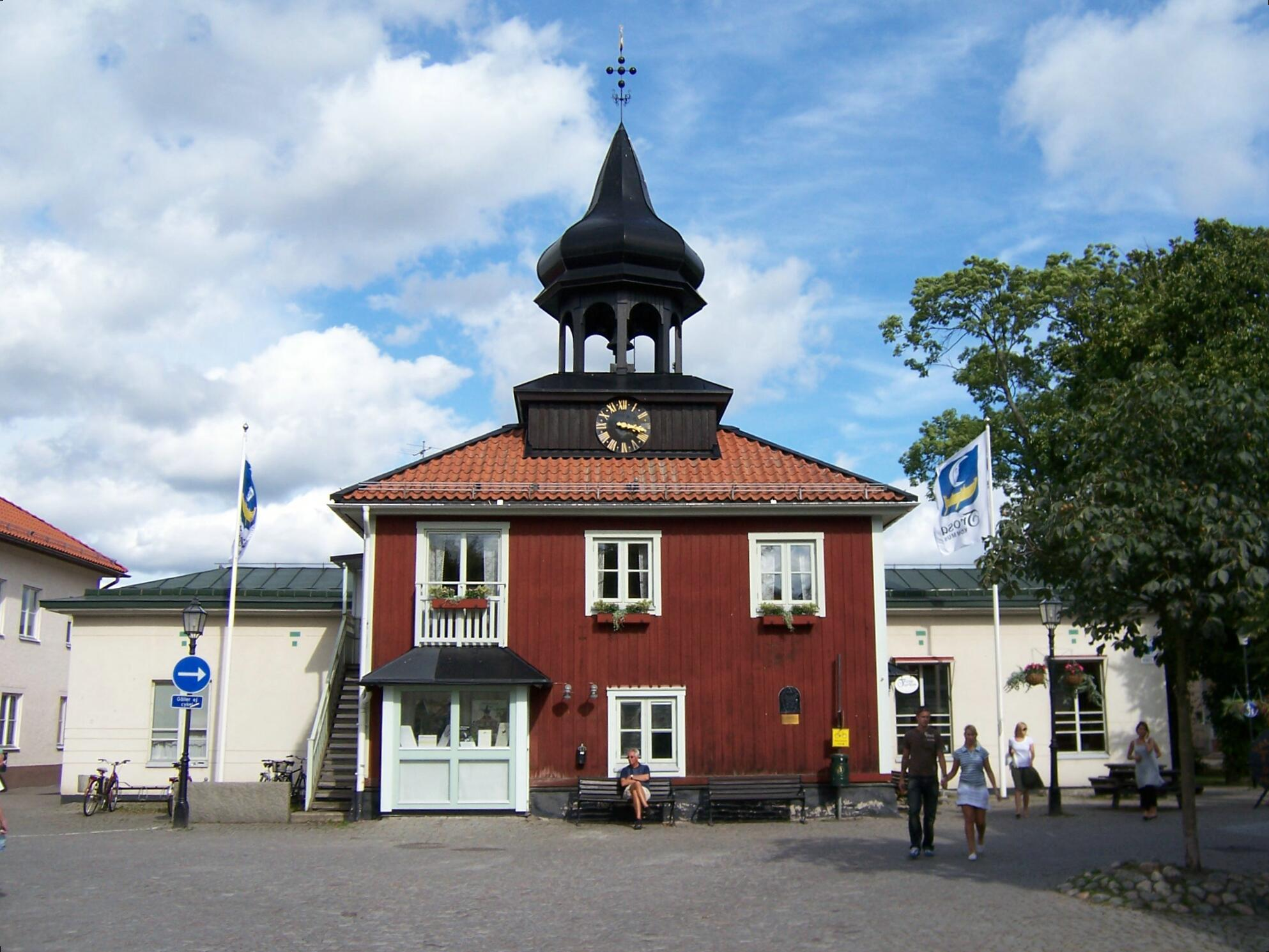
Ратуша (Труса)
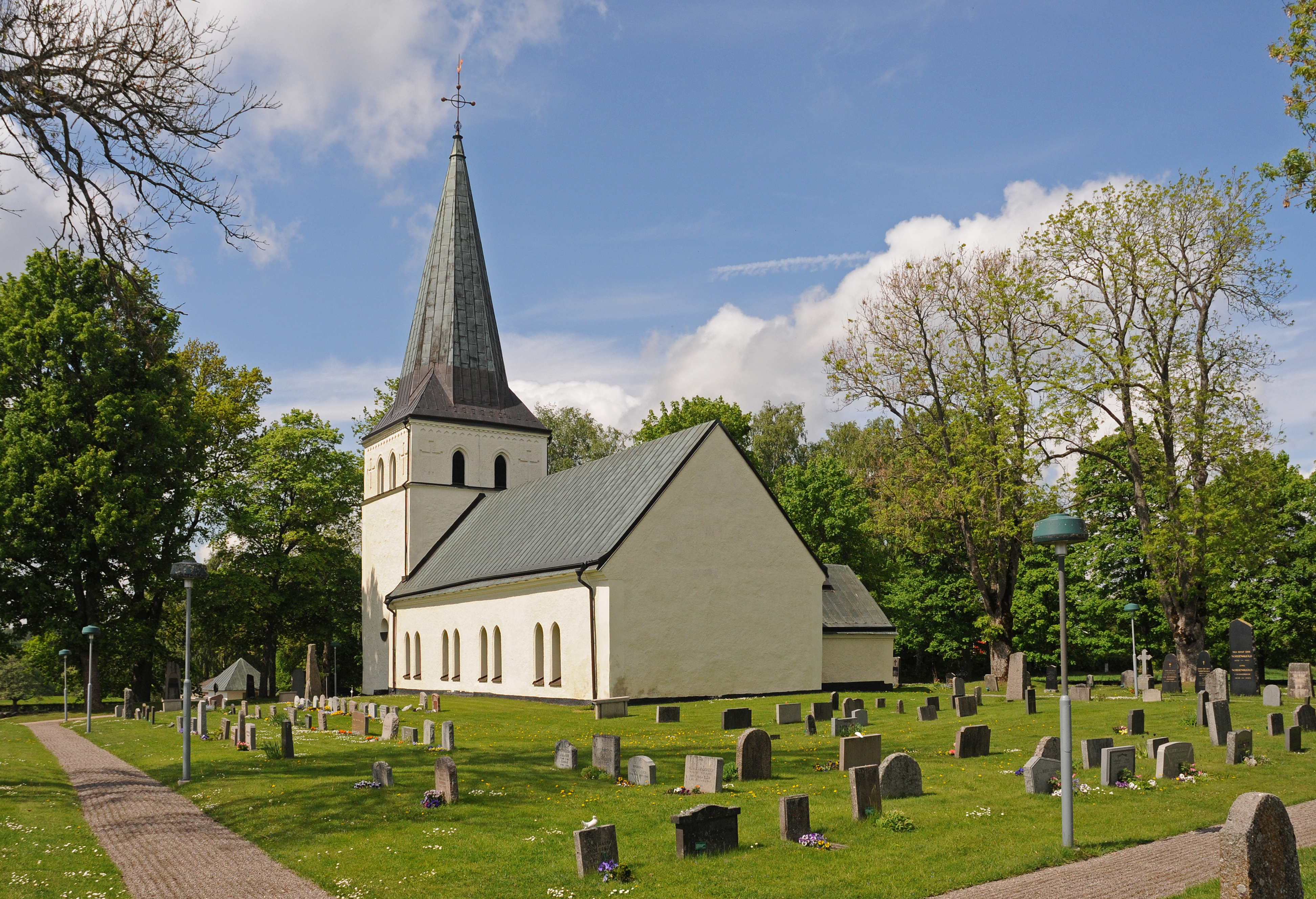
Церква (Вестерюнґ)
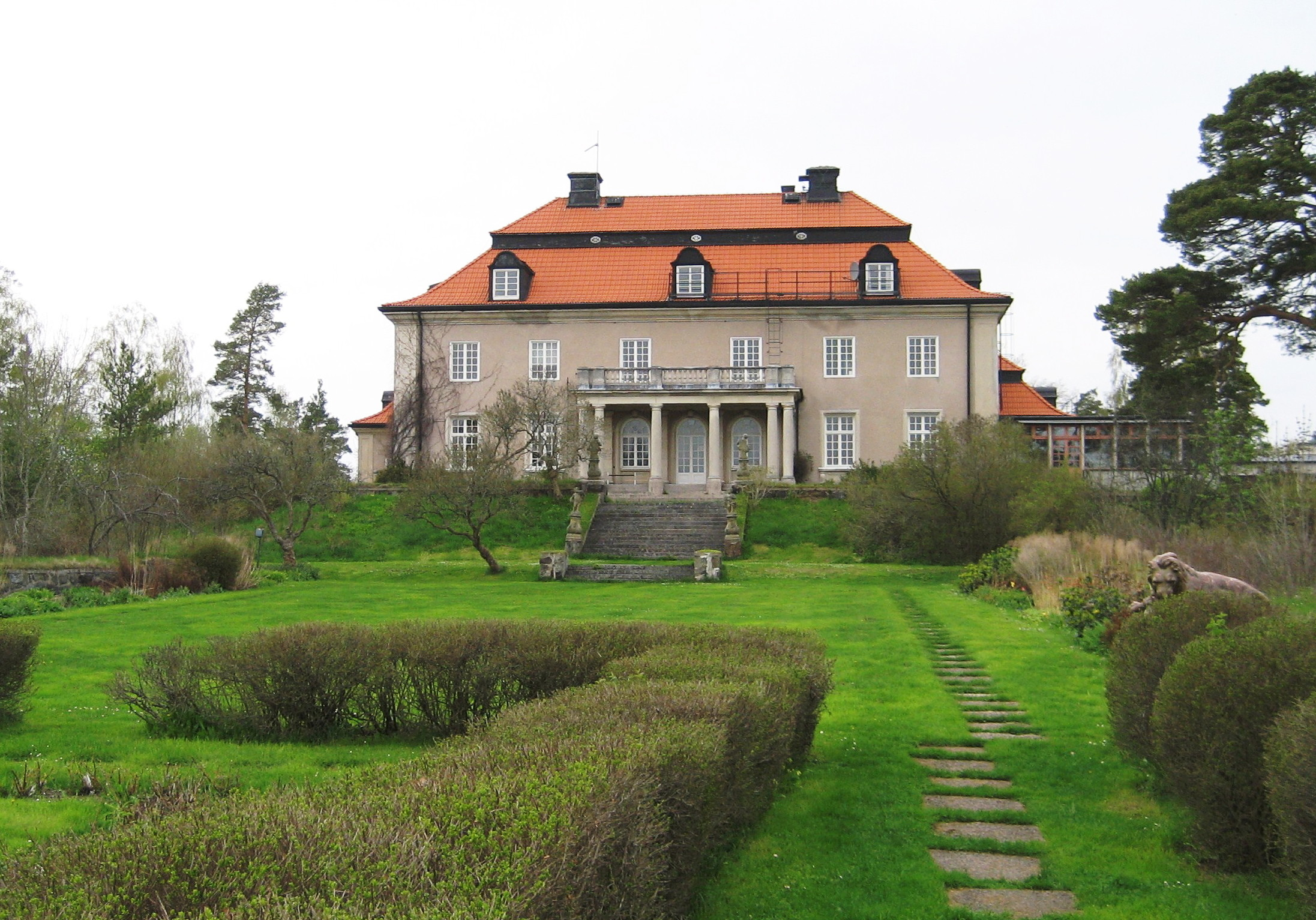
Містечко Стенсунд
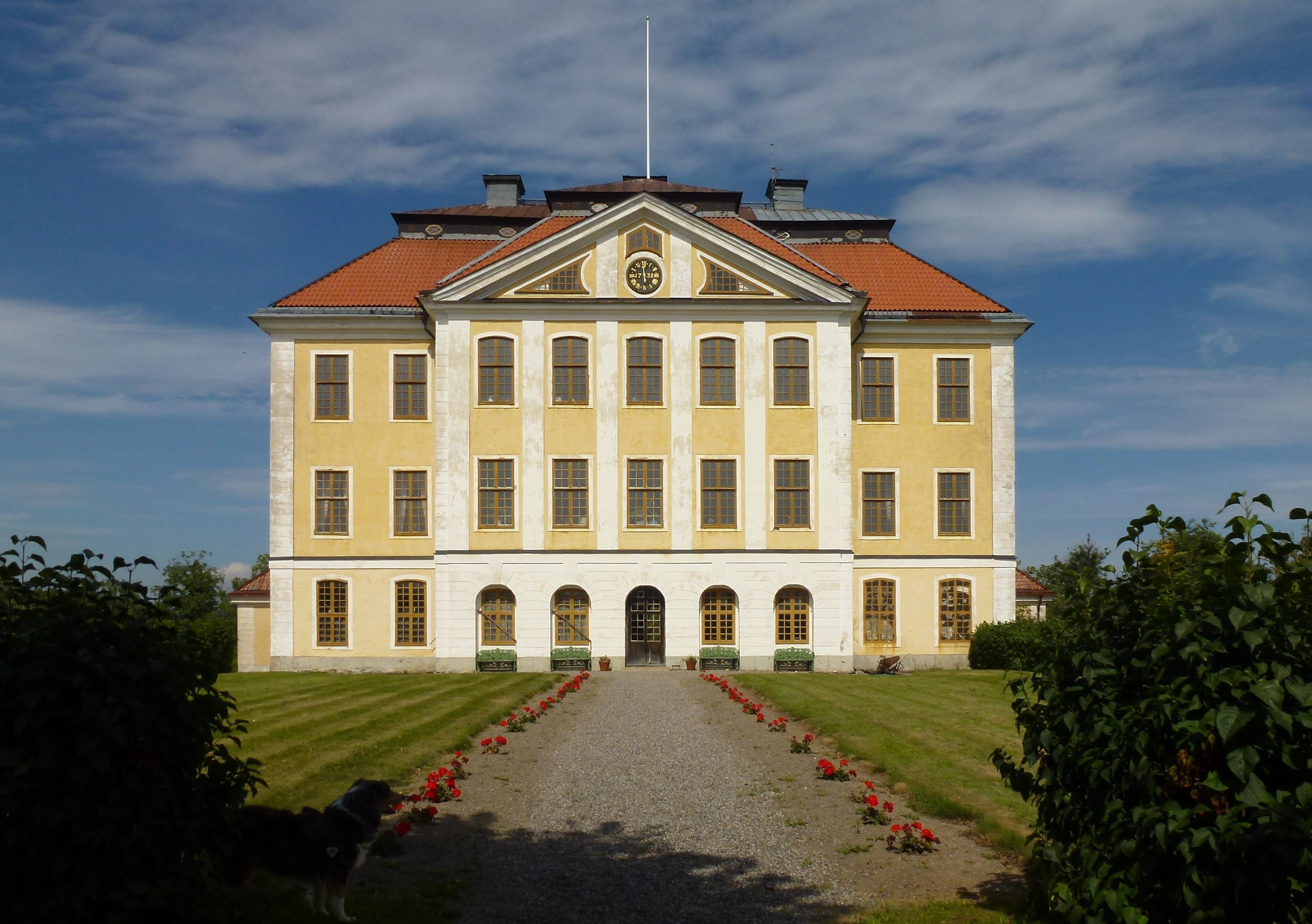
Замок Турегольм

## Виноски
1. ↑  Andersson P. Sveriges kommunindelning 1863-1993 — Mjölby: Draking, 1993. — 132 с. — ISBN 978-91-87784-05-7
2. ↑  Folkmangd i riket, lan och kommuner (шв.) . Центральне бюро статистики Швеції. Архів оригіналу за 20 серпня 2013. Процитовано 15 лютого 2013.